# Catedral de San Miguel y Santa Gúdula (Bruselas)
La catedral de Bruselas o catedral de San Miguel y Santa Gúdula (en francés: cathédrale Saints-Michel-et-Gudule; en neerlandés: Kathedraal van Sint-Michiel en Sint-Goedele; en latín: Cathedralis Sancti Michaelis et Gudulae Bruxellis) es un edificio gótico situado cerca de la Estación Central de la ciudad de Bruselas, Bélgica, y perteneciente a la Archidiócesis de Malinas-Bruselas.
Se empezó a erigir en 1226, el mismo año en que comenzó la construcción de la también gótica catedral de Toledo, y se concluyó en 1500. Fue construida con piedra de Gobertange.

## Historia
Está ubicada en el cruce de dos importantes rutas, la que lleva de Flandes a Colonia y la que va de Amberes a Mons pasando por Bruselas.  Este cruce está situado en la colina de Treurenberg (ant. Molenberg) y existe una mención de Bruselas en las gestas de los obispos de Cambrai (diócesis a la que pertenecía): el obispo Vindicien enferma en Bruselas poco antes de su muerte en 695 (fuente del siglo XI: Gesta pontificium Cameracensius, PL 149, 46: cum egrotaret apud Brosselam).
Lamberto II, conde de Lovaina, y su esposa Oda de Verdun, fundaron en 1047 una capilla de 12 canónigos en la Iglesia de San Miguel (colegiata) e hicieron transportar los restos de Santa Gúdula hasta entonces conservados en la Iglesia de San Gaugerico que ocupaba el emplazamiento actual mercados de San Gaugerico (en francés, Halles Saint-Géry; en neerlandés, Sint-Gorikshallen)

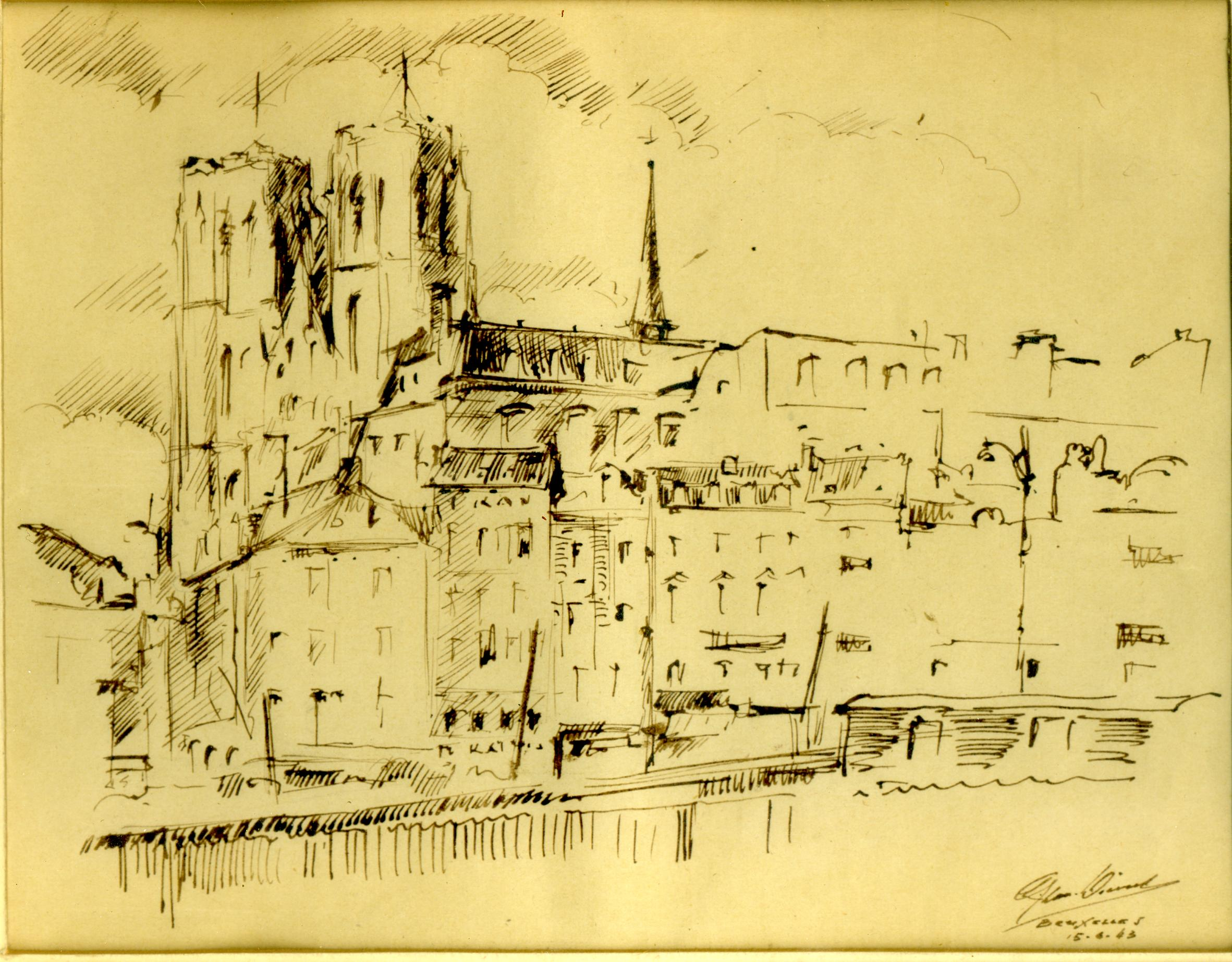
Colegiata de Santa Gúdula en Bruselas, por Léon van Dievoet.

En 1072, la iglesia de San Miguel fue restaurada (probablemente porque se quemara en un incendio) y en 1200 fue de nuevo restaurada por orden de Enrique I de Brabante para la construcción de la parte anterior occidental, acompañada de dos torres redondas.
En 1226, Enrique II decidió la construcción de una colegiata gótica que se terminaría a principios del siglo XVI, poco antes del nacimiento de Carlos V, algunas capillas se anexionaron en los siglos XVI y XVII.
La construcción del edificio actual comenzó por el coro en 1226. La nave y el transepto de los siglos XIV y XV son de estilo gótico brabanzón. La fachada contiene dos torres y data de los años 1470-1485.
Pero no fue hasta el año 1962 cuando pasó de ser colegiata de la archidiócesis de Malinas a catedral por la creación de la diócesis de Malinas-Bruselas. Además, en 1991 comenzaron obras de restauración que descubrieron restos de una cripta románica en la antigua colegiata. La construcción de una losa permite la visita del sitio arqueológico.

### La fachada occidental
De líneas verticales, con sus tres pórticos coronados por sendos gabletes y sus dos torres al modo del gótico francés, probablemente de Jan van Ruysbroeck (1470-1485, arquitecto del Ayuntamiento de Bruselas), la fachada carece de rosetón y tiene una gran vidriera brabanzona. Cuatro robustos contrafuertes encierran y separan los tres pórticos que por encima de los cuatro metros van formando dos altas torretas laterales cuya altura máxima llega a los 65 metros.
La fachada tiene tres niveles:
- el inferior presenta los pórticos y sus gabletes. Las dos portadas laterales están (como en Notre Dame de París) en la base de las torres;
- el medio presenta la vidriera flanqueada de dos altos vanos, estrechos y esbeltos situados en el eje de cada una de las torres.
- el superior, en la cumbre de la fachada, presenta un enorme frontón triangular encaramado por una galería atravesada de finas columnitas y coronada por varios pináculos flamígeros, de los cuales uno el que está sobre el vértice del frontón presenta más de 55 metros de altura. A una y otra parte del frontón están los terceros y penúltimos niveles de las dos torres, que sobrellevan dos vanos esbeltos con tornavoces.

### La nave
Al exterior, la nave se sostiene por arbotantes en dos niveles, parecidos a los de la catedral de San Gervasio y San Protasio en Soissons. La albardilla de los arbotantes superiores está coronada por un pináculo.
La parte trasera de la albardilla de cada arbotante superior comporta una canalización destinada a evacuar el agua de lluvia del techo del canalón de la catedral. En su parte exterior, esta canalización atraviesa la parte superior del contrafuerte para terminar en un canalón para alejar lo máximo posible el agua de lluvia.
En cada lado de la nave, entre los arbotantes, se aloja una serie de capillitas laterales poco hondas y con vidrieras flamígeras de seis lancetas. La fachada de las capillas está coronada por un glabete triangular típicamente brabanzón coronado por un pináculo.

## El interior de la catedral

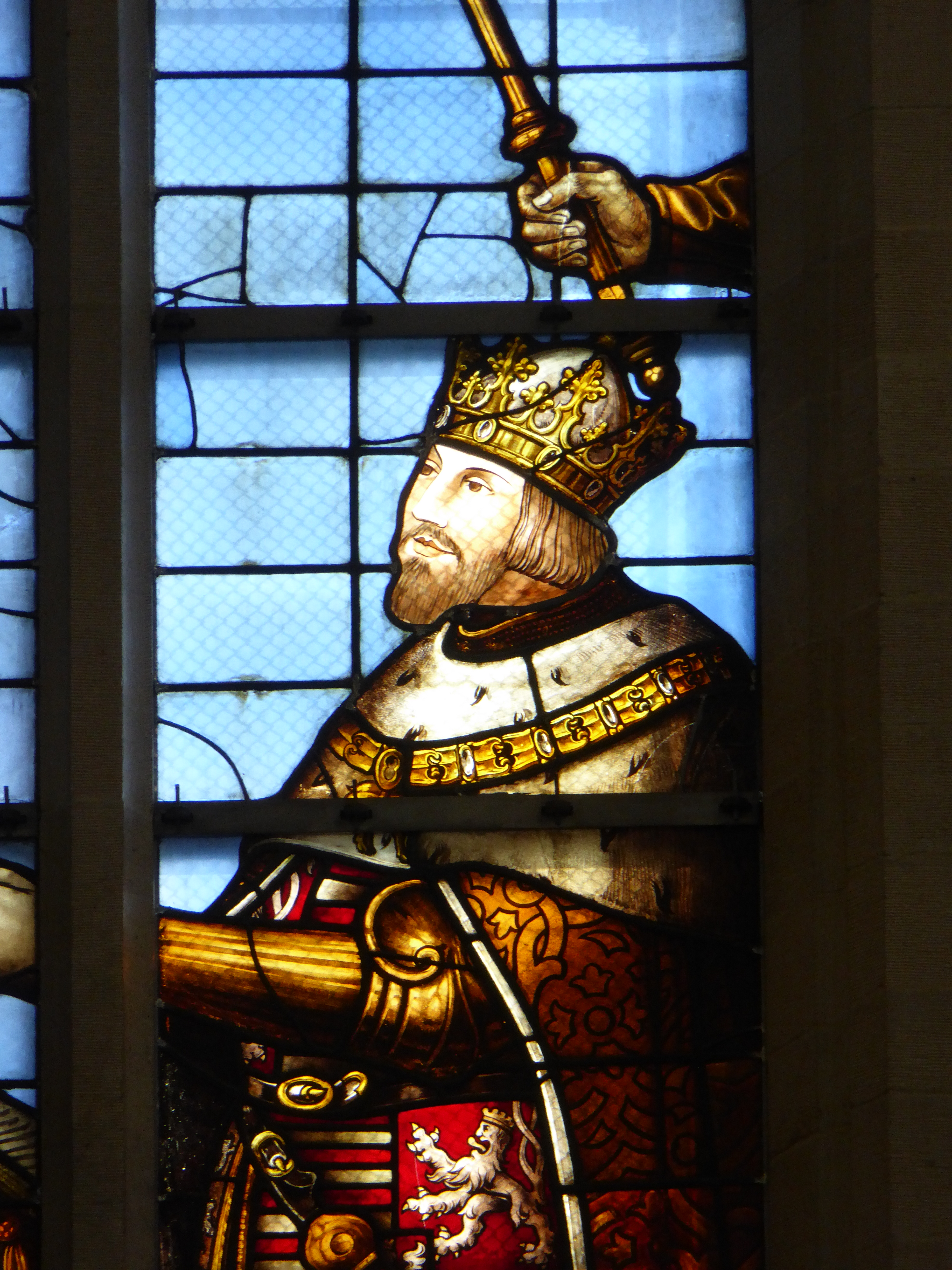
Louis II Jagellon, Roi de Hongrie

### El interior de la nave
En la nave que se compone de ocho asimétricos o rectangulares, la elevación es en tres niveles: grandes arcadas que comunican con dos colaterales, triforio y altas ventanas.
La nave presenta todas las características del estilo gótico brabanzón: las bóvedas cuatripartitas están moderadamente elevadas, las robustas columnas que bordean el centro de la nave, coronadas con capiteles de hojas de col, son cilíndricas y soportan las estatuas de los 12 apóstoles.  
Éstas datan del siglo XVII y las crearon Luc Fayd'herbe, Jérôme Duquesnoy el joven, J. van Meldert y Tobias de Lelis, escultores de renombre en su época, todos nativos de Bruselas intentando reconstruir las estatuas destruidas por los iconoclastas calvinistas en 1566. Las estatuas de la izquierda representan a Simón el Cananeo, Bartolomé, Santiago el menor, Juan el evangelista, Andrés y Pedro ; las de la derecha a Tadeo, Mateo, Felipe, Tomás, Santiago el mayor y Pablo.
El púlpito, obra de Hendrik Frans Verbruggen es una obra barroca en el que la escultura representando escenas del antiguo y nuevo testamento, adquiere un protagonismo tal que enmascara su función de mueble.
Dieciséis capillitas laterales (ocho al norte y ocho al sur) se abren en los arcenes, cada una tiene un hueco con forma de llamas con una vidriera del siglo XIX realizadas por Jean-Baptiste Capronnier.

### El presbiterio
El presbiterio de la catedral tiene tres filas rectangulares y un ábside de cinco segmentos. Su elevación tiene tres niveles: grandes arcadas que comunican con deambulatorio, triforio y altas ventanas. El deambulatorio tiene una capilla axial hexagonal barroca de la Magdalena, la capilla Maes (a partir del siglo XVII). La unión de dos vastas capillas laterales de este coro (capilla del Santísimo Sacramento y de Nuestra Señora de la Liberación) hizo que se hiciera más larga que la nave e incluso el transepto, aunque este último se prolongó a fines del siglo XIV añadiendo un nártex en la extremidad del travesaño sur.

### Capilla del Santísimo Sacramento
La vasta capilla del Santísimo Sacramento se encuentra en la parte superior del deambulatorio. De estilo gótico flamígero, fue construida en el siglo XVI, y está orientada de oeste a este. Nace a nivel del travesaño norte del transepto, pero su longitud de 13 metros es tan que lo rebasa con mucho hacia el exterior. Con 28 metros culmina en un ábside de tres partes, situado casi a nivel del ábside principal del transepto.
La capilla está ornada con vidrieras renacentistas regaladas por distintos soberanos como Francisco I de Francia y Juan de Portugal, y creadas por el vidriero amberino Jean Haeck a partir de diseños de Bernard van Orley. Algunas vidrieras son del pintor Michel Coxcie. La ventana central, por encima del altar que representa la glorificación del Santísimo Sacramento es obra de Jean Baptiste Capronnier y data del siglo XIX.

La capilla comunica con el deambulatorio por cuatro arcadas, lo que permite una mayor iluminación natural del coro de la catedral.

#### El tesoro
La capilla aloja el tesoro de la catedral y contiene obras maestras del arte religioso, como una cruz-relicario anglosajón que data aproximadamente del año 1000, una bella escultura de la Virgen y el Niño del escultor teutón Conrad Meit, de la época de  Margarita de Austria, que fue regente de los Países Bajos, o La leyenda de santa Gúdula, de Michel Coxcie.

### Capilla de Nuestra Señora de la Liberación
La Capilla de Nuestra Señora de la Liberación es una vasta capilla orientada al este cuyo eje es paralelo al del coro. Nace en el principio del muro oriental de uno de los travesaños del transepto, coincidente y casi simétrico con la capilla del Santísimo Sacramento y como ésta constituye una pequeña iglesia en la catedral situada a la derecha (al sur) del deambulatorio con el que comunica por cuatro arcadas. Construida por petición de la infanta de España Isabel Clara Eugenia hija de Felipe II que se había casado con el archiduque Alberto de Austria, fue terminada en 1649.

Está decorada con magníficas vidrieras, obras de Jean De Labaer a partir de diseños de Théodore van Thulden, alumno de Pedro Pablo Rubens. Estas vidrieras describen los principales episodios de la Virgen María.

Al fondo de la capilla se encuentra un altar hecho de mármol blanco y negro con un centro de la Asunción de la Virgen. Se cree que es de Jean-Baptiste de Champaigne, sobrino de Philippe de Champaigne.

### La capilla Maes
La capilla axial de la catedral antiguamente la capilla de la Madalena se llama hoy capilla Maes. Construida en el siglo XVII, es de estilo barroco y de forma hexagonal. Se sitúa entre los contrafuertes de dos arbotantes posteriores de la cabecera. Está coronada por una pequeña cúpula, que corona un linternón adjunto. La capilla tiene huecos con vidrieras del siglo XIX obras de Jean-Baptiste Capronnier.

### Las vidrieras
La catedral posee vidrieras de los siglos XVI, XVII y XIX.

## Galería de imágenes

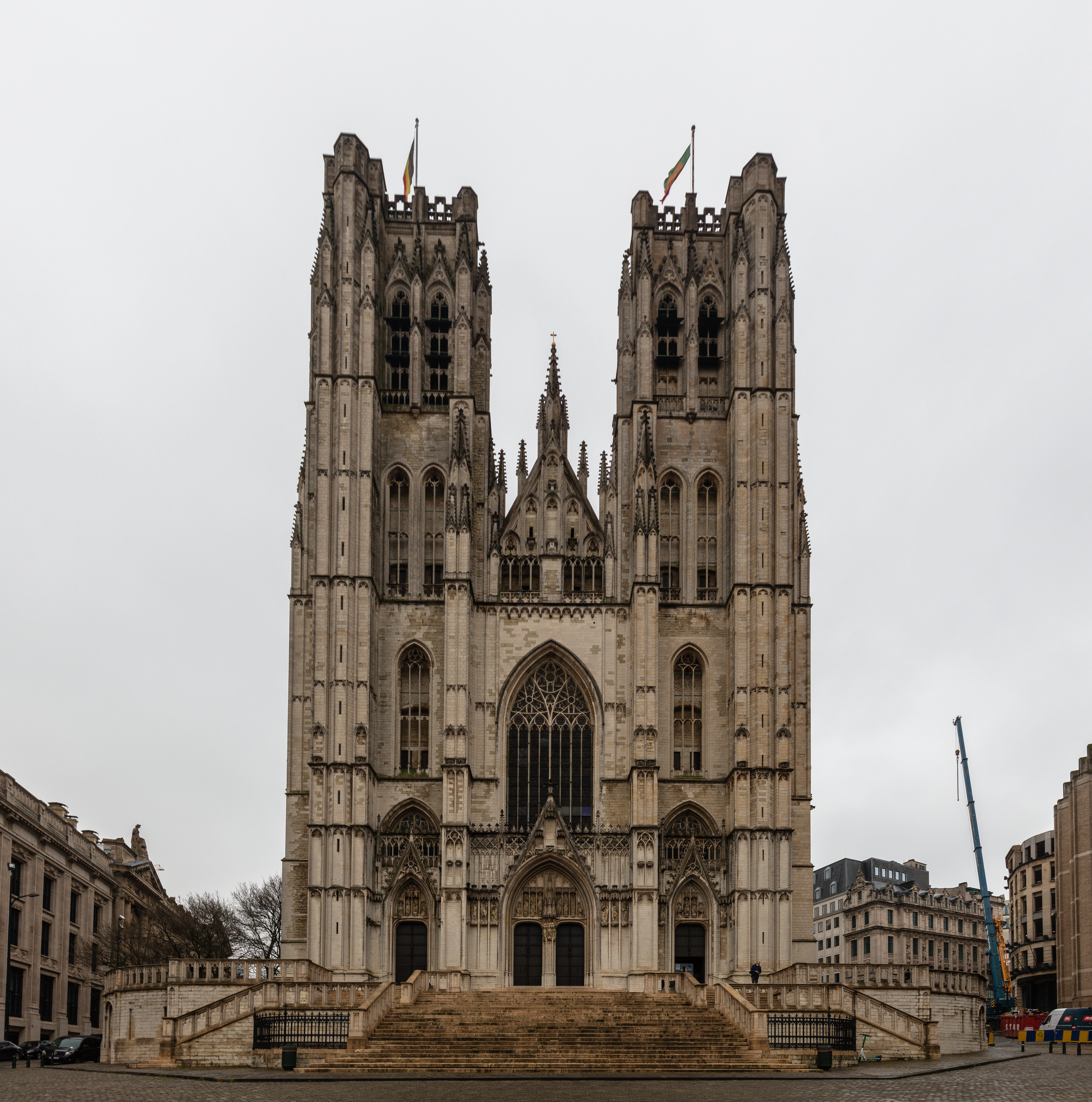
Vista diurna.
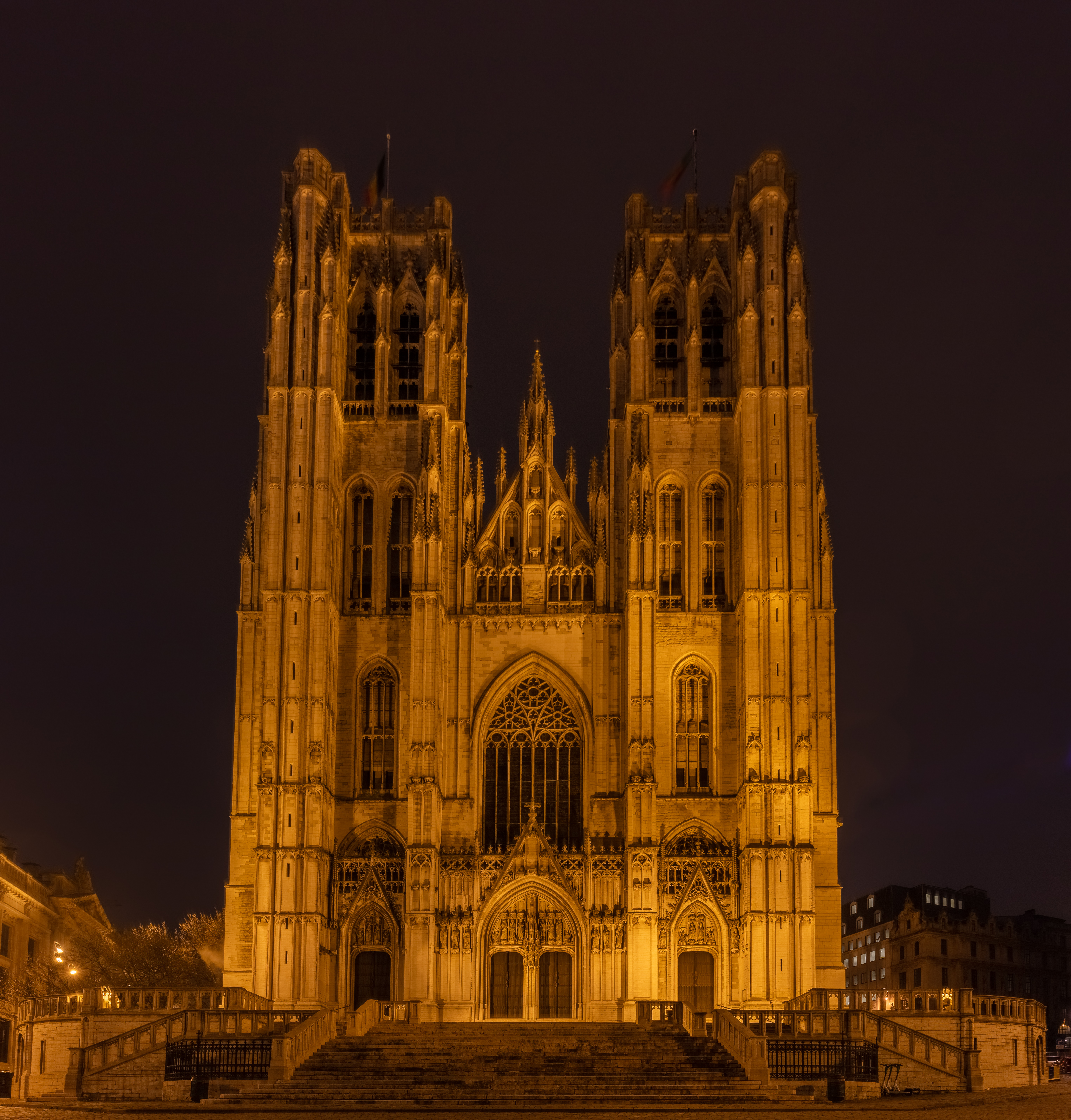
Vista nocturna de la catedral.
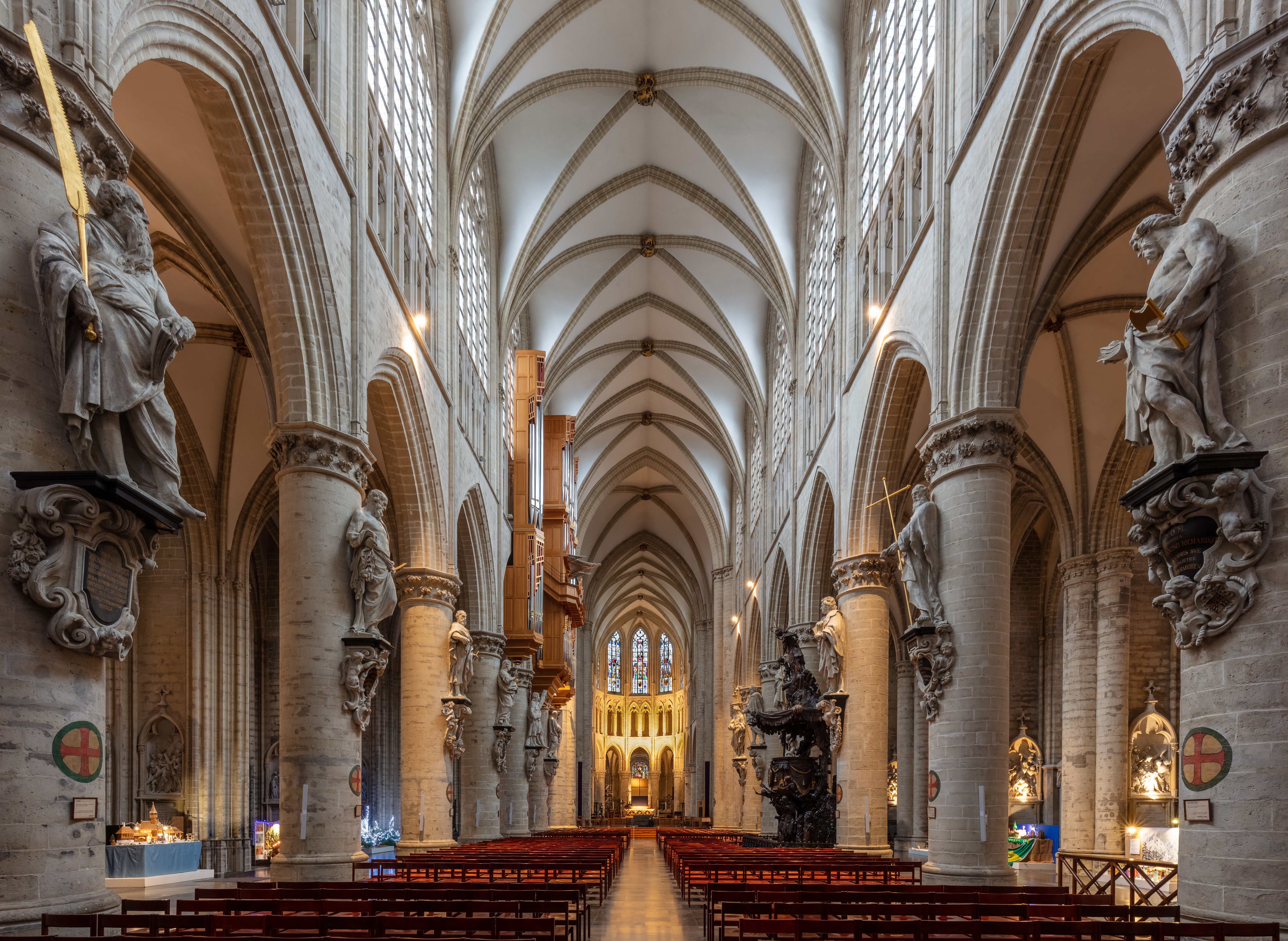
Vista de la nave rodeada de columnas cilíndricas con estatuas de los 12 apóstoles.
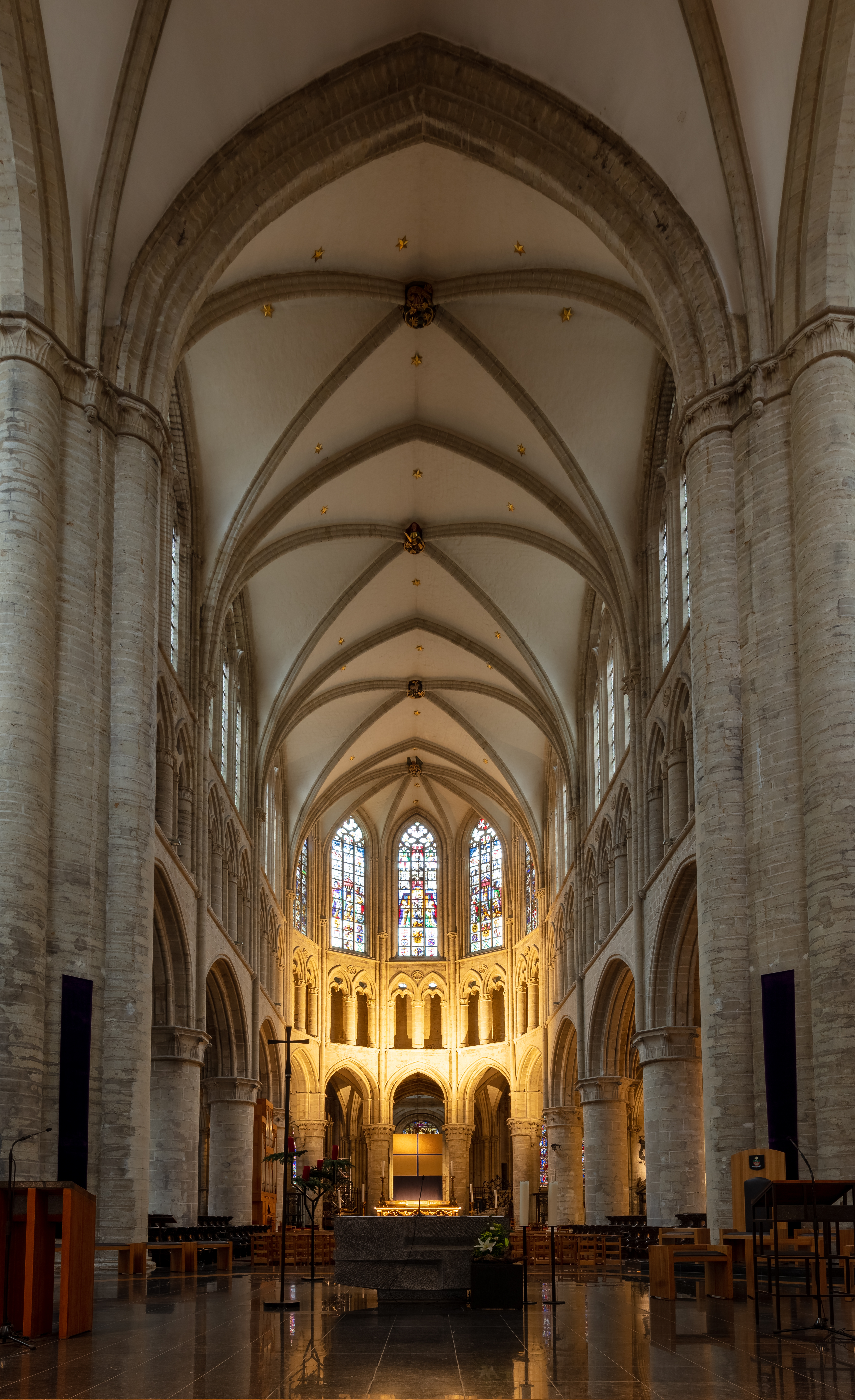
El coro de la catedral.
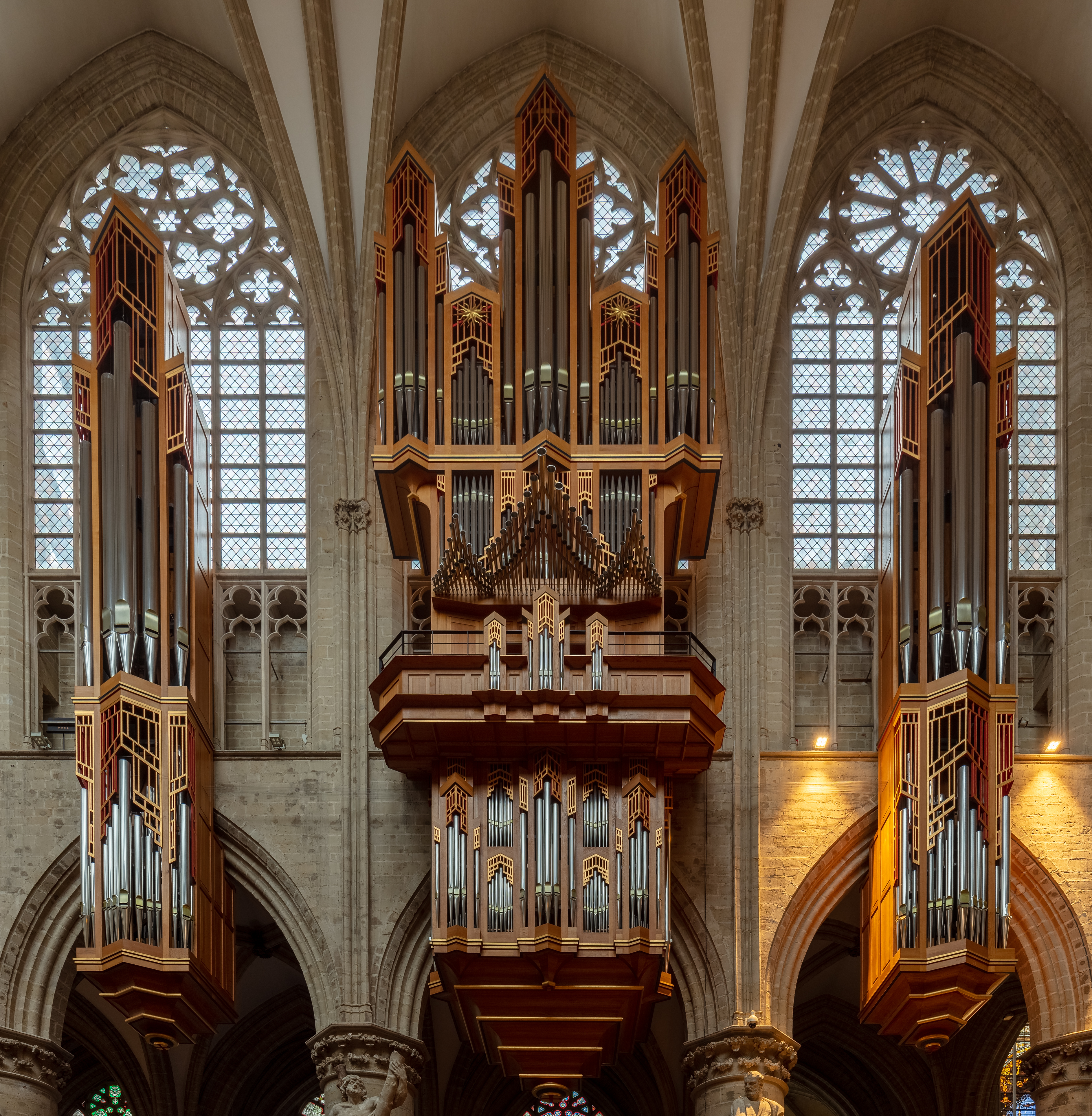
Órgano.
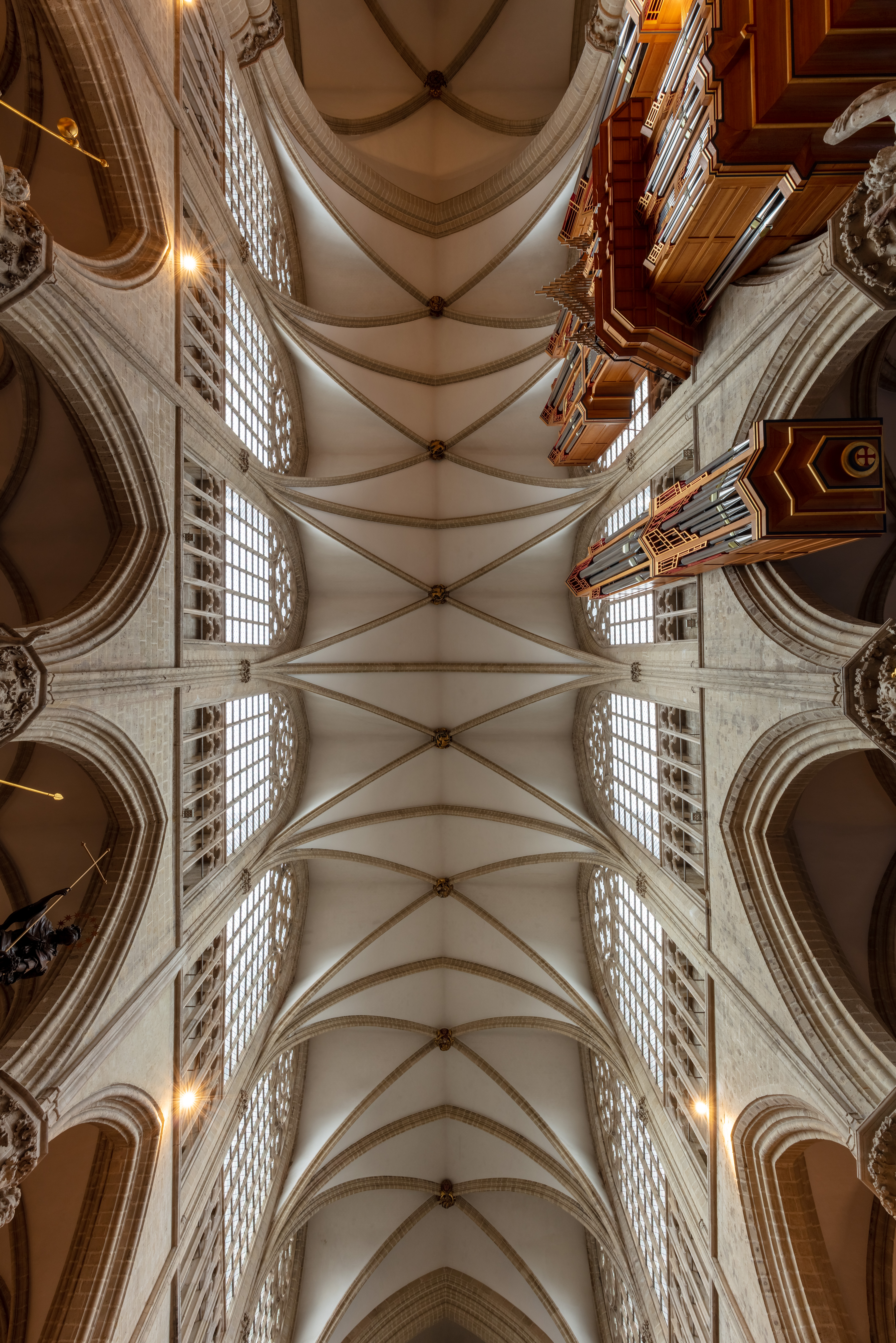
Techo.
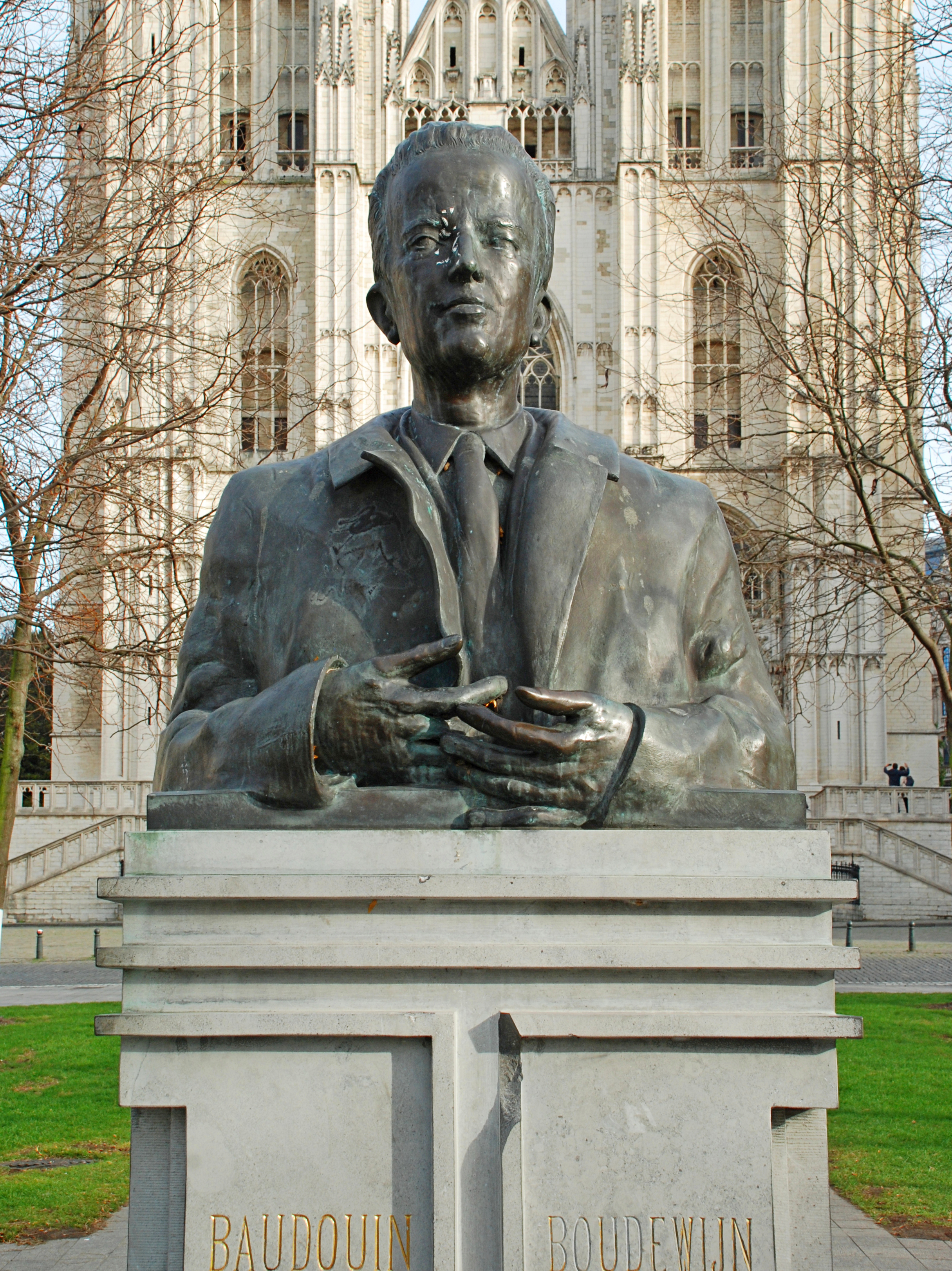
La estatua del rey Balduino frente a la Catedral.
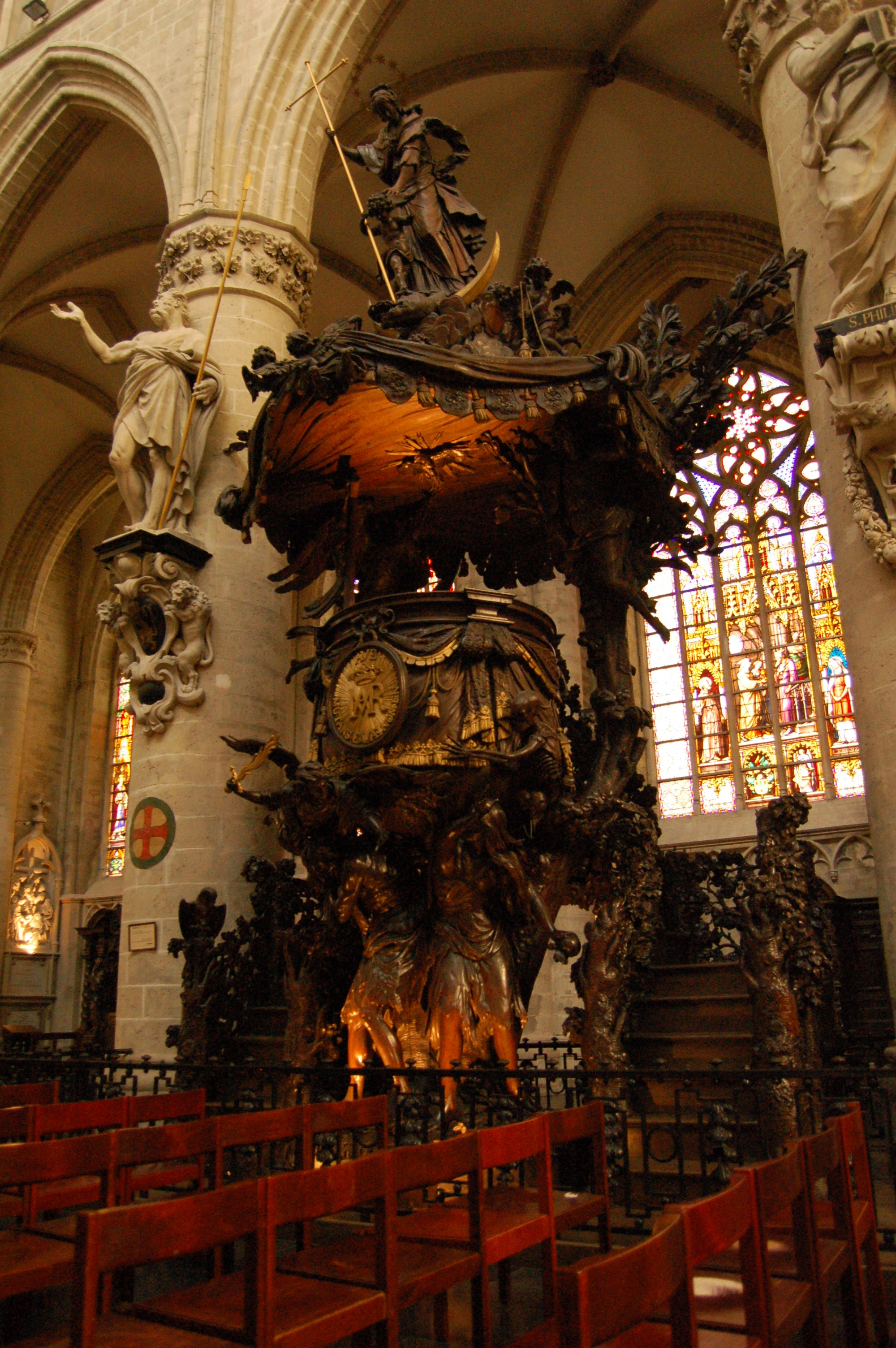
Púlpito barroco de Hendrik Frans Verbruggen.
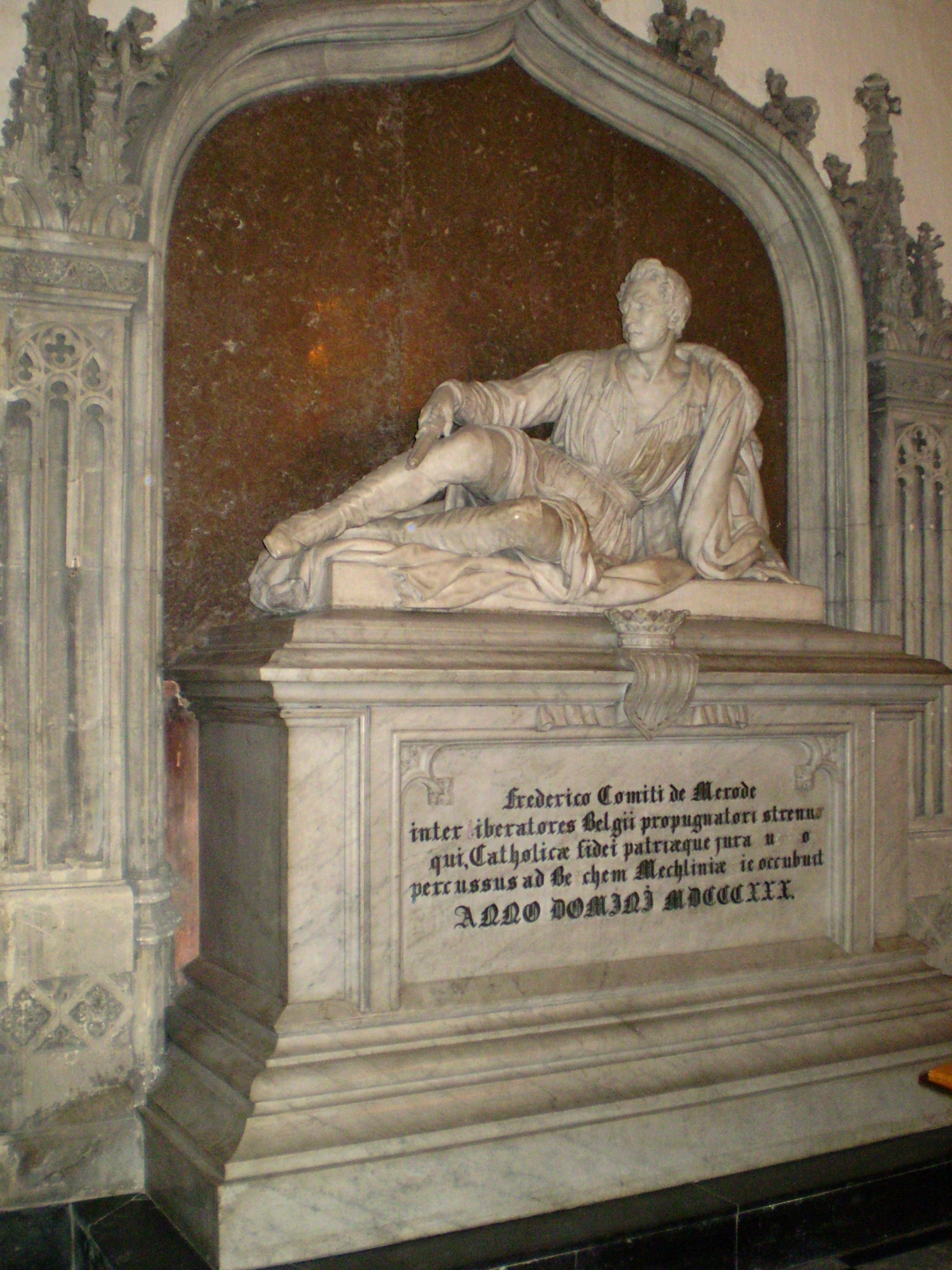
Capilla de Nuestra Señora de Liberación: el mausoleo de Frédéric de Mérode, héroe nacional, muerto en combate en la revolución de 1830; obra de Guillaume Geefs.
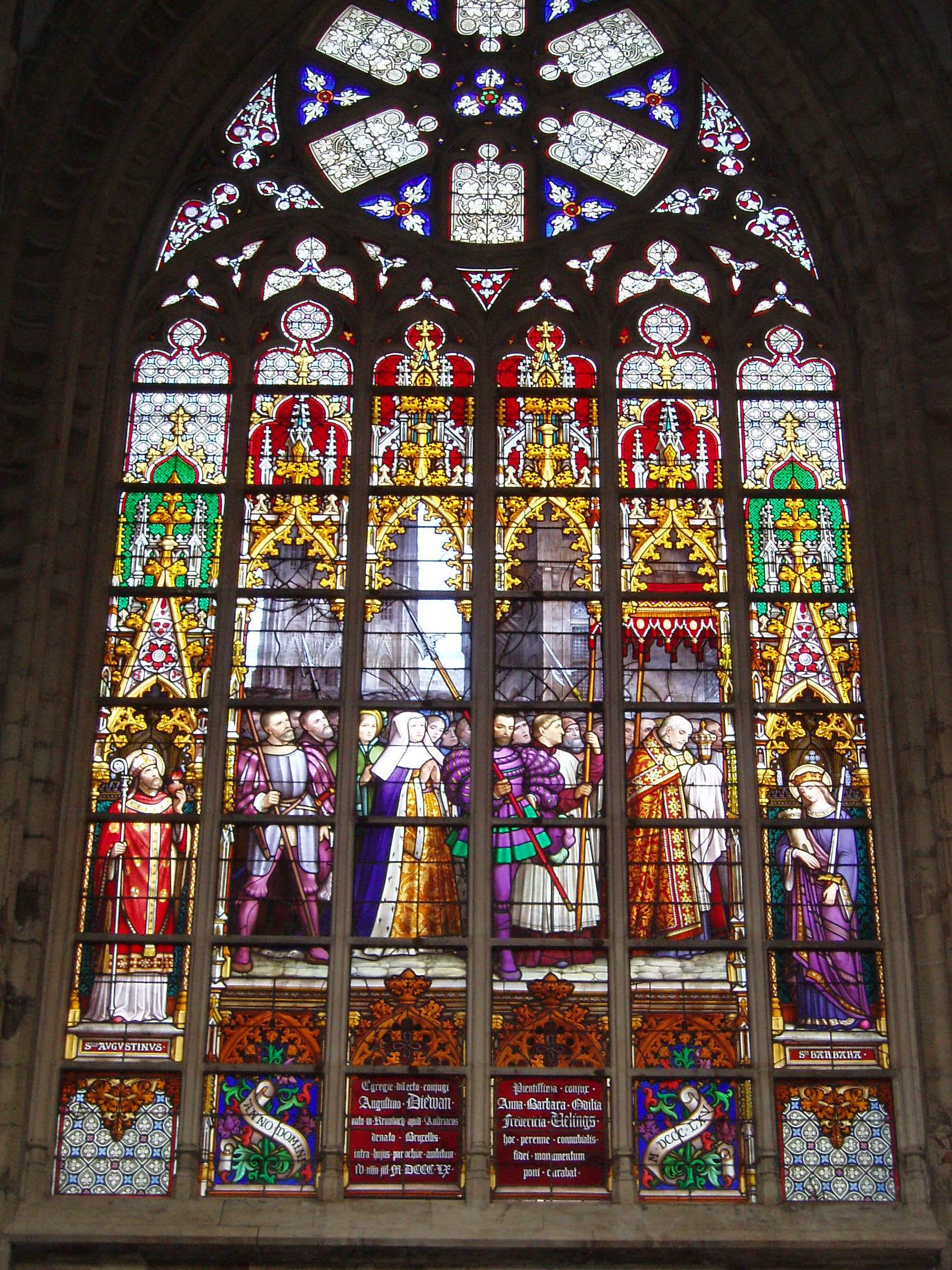
Vidriera de Jean-Baptiste Capronnier (siglo XIX).
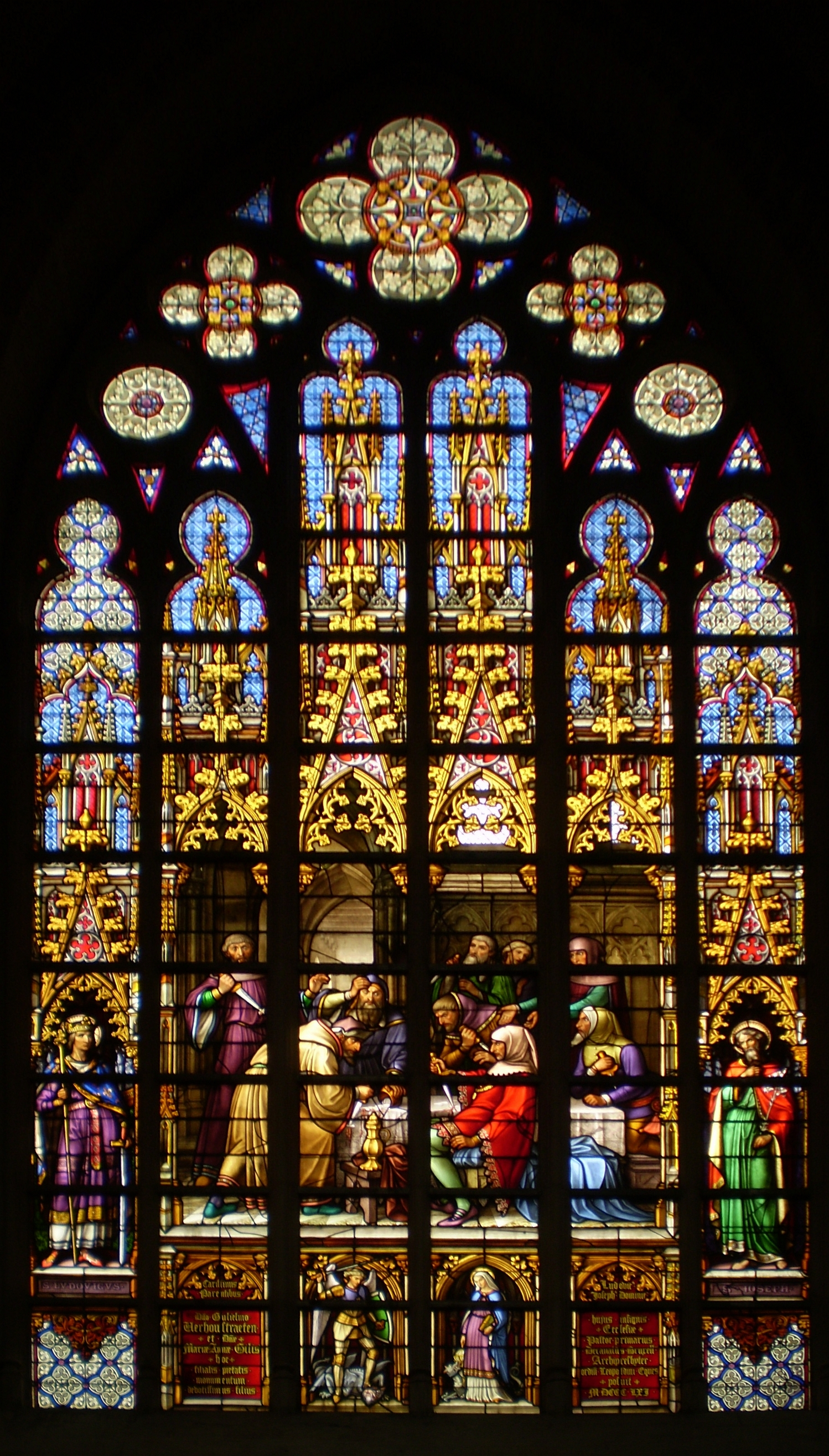
Escena de la profanación de las hostias por los judíos en 1370 (Jean-Baptiste Capronnier).